# 2 + 2 = 5
Dva više dva su pet ili 2 + 2 = 5 (engl. two plus two equals five) slogan je koji je engleski pisac George Orwell iskoristio u svom romanu Tisuću devetsto osamdeset četvrtoj kako bi slikovito opisao sposobnost totalitarnih režima, nalik na državu opisanu u romanu, da uz pomoć represije i propagande kao istinu nametnu čak i ono što se protivi zdravom razumu.

## Vanjske poveznice
- Two Plus Two Equals Red  Arhivirana inačica izvorne stranice od 5. siječnja 2013. (Wayback Machine), Time Magazine,  30. lipnja 1947.